# Poppie Nongena
Poppie Nongena es una película sudafricana de drama biográfica de 2019 escrita y dirigida por Christiaan Olwagen. Está basada en una novela autobiográfica Die swerfjare van Poppie Nongena (El largo viaje de Poppie Nongena) de Elsa Joubert, que también está considerada como una de las mejores novelas africanas del siglo XX. Está protagonizada por Clementine Mosimane, Anna-Mart van der Merwe y Chris Gxalaba. Se estrenó el 31 de enero de 2020 y recibió reseñas positivas de la crítica.

## Sinopsis
Poppie Nongena es una sudafricana afrikáans/xhosa cuya vida gira en torno a su familia. Cuando su esposo, Stone, se enferma demasiado para administrar y mantener su contrato de trabajo, el estado de derecho considera que Poppie es una residente ilegal del país.

## Elenco
- Clementine Mosimane como Poppie Nongena
- Anna-Mart van der Merwe como Antoinette Swanepoel
- Chris Gxalaba como Stone
- Nomsa Nene como Lena
- Rolanda Marais como Magriet

## Premios y nominaciones
Ganó varios premios y nominaciones en festivales de cine. Ganó doce premios en el Festival de Cine de Silwerskerm 2019, incluida la categoría Mejor Película. El récord de doce premios se considera el recuento más alto jamás registrado para una sola película en un festival de cine afrikáans.